# Steve Carbone
Steve Carbone (* 17. März 1944 in Bell, Kalifornien; † 20. Dezember 2005) war ein US-amerikanischer Rennfahrer und Unternehmer.

## Leben
1968 gewann Carbone mit seinem Pro-Fuel-Dragster das Rennen der Hot Rod Association in Amarillo. Ein Jahr später wurde er durch einen Sieg im letzten mit einem Frontmotor-Top-Fuel-Dragster gewonnenen Rennen Gesamtsieger der NHRA-Jahreswertung, was einem Weltmeister-Titel gleichkommt. Auch im darauffolgenden Jahr hatte er eine erfolgreiche Saison in Australien, während der er fast jedes Rennen gewann. 1971 gewann er die US-Meisterschaft in Indianapolis gegen seinen Rivalen Don Garlits.